# ラウス肉腫ウイルス
ラウス肉腫ウイルス (ラウスにくしゅウイルス、Rous sarcoma virus、RSV) はレトロウイルスの1種である。腫瘍ウイルスとして最初に記載されたウイルスで、ニワトリに肉腫を引き起こす。
全てのレトロウイルスと同様、宿主のDNAへの組み込みの前に、RNAゲノムをcDNAへ逆転写する。

## 歴史
RSVは、ニューヨークのロックフェラー大学に勤務していたペイトン・ラウスによって1911年に発見された。ニワトリの腫瘍の無細胞抽出液を健康なプリマスロック種のニワトリへ注入したところ、その抽出液に発がん性があることが判明した。腫瘍は結合組織から構成されていた (肉腫)。かくしてRSVは、がんの進行に関する分子レベルでの研究に利用可能な、最初の発がん性レトロウイルスとして知られるようになった。
1958年にハリー・ルビンとハワード・マーティン・テミンは、RSVの感染によってニワトリ胚の線維芽細胞を形態学的に変化させるアッセイを開発した。2年後にテミンは、細胞の形態学的転換はRSVの遺伝的性質によって制御されていると結論付けた。当時はまだ知られていなかったが、後にsrc遺伝子が健康な細胞の形態学的転換を担っていることが同定された。1960年代には2つのことが発見された。ある単離されたウイルス株はRSVと関連しており、複製能を持つもののRSVのような形質転換能を持っていなかった。そして、他のRSV株は複製能を持たないものの形質転換能を持っていた。これらの2つの発見は、ウイルスの複製とウイルスによる細胞の悪性転換とはRSVが持つ別々の過程によって行われることを示唆していた。
ラウスは、彼の発見によって1966年にノーベル生理学・医学賞を受賞した。その後、エプスタイン・バール・ウイルスのようなヒトの腫瘍ウイルスが発見された。さらに、レトロウイルス中にがん遺伝子が発見され、そしてそれらは細胞にも存在することが発見された。

## 構造とゲノム
RSVはエンベロープを持つ第6群のウイルスで、+鎖のRNAゲノムとDNA中間体を含む。
RSVは4つの遺伝子を持っている。
- gag –キャプシドタンパク質をコードする
- pol – 逆転写酵素をコードする
- env – エンベロープタンパク質をコードする
- src – 宿主細胞のタンパク質のチロシンにリン酸基を付加するチロシンキナーゼをコードする

RSVのゲノムはLTR (log terminal repeat) を持っており、これによって宿主ゲノムへの組み込みとRSVの遺伝子の過剰発現が可能となっている。

### src遺伝子
src遺伝子には発がん性があり、宿主細胞に異常で無制御な成長を引き起こす。この遺伝子は初めて発見されたレトロウイルスのがん遺伝子である。ウイルスが獲得した遺伝子であり、動物界全体にわたって高度に保存されている遺伝子でもある。RSVのゲノムに組み込まれたsrc遺伝子は、宿主細胞の無制御な有糸分裂を促進し、新たな感染を行う細胞を豊富に提供するという利点をウイルスへもたらした。src遺伝子はRSVの増殖に必須ではないが、その存在によってビルレンスは大幅に増大する。Srcタンパク質は細胞の成長と分化に関与するチロシンキナーゼである。SH2ドメインとSH3ドメインを持っており、それぞれがキナーゼの活性化と不活性化を担っている。

### RNAの二次構造
RSVのRNAゲノムは、5–7 kbという非常に長い3'UTRを持っているため、真核生物の宿主細胞では通常はNMD (nonsense-mediated decay) へ差し向けられて分解される。RSVの3'UTRにはRous Sarcoma Virus Stablity Element (RSE) として知られる保存された二次構造が同定されており、スプライシングされていないRNAの分解を防いでいることが示されている。
RSEはRSVのゲノムで最初に同定されたが、鳥類のレトロウイルスファミリーで広く保存されていると考えられている。RSEの長さは約 300 bpでgagの翻訳終止コドンの下流に位置している。RSEの二次構造は、リボヌクレアーゼ分解やSHAPE (selective 2′-hydroxyl acylation analyzed by primer extension) による分析によって決定された。
RSVに同定された他のエレメントとしては、プライマー結合部位 (primer binding site) がある。

### Gagタンパク質
Gagタンパク質は、ビリオンの組み立てと宿主細胞への成熟ウイルスの感染に必要とされる。RSVのGagタンパク質 (Pr76) は701アミノ酸からなる。ウイルスにコードされたプロテアーゼによって切断される。切断産物にはマトリックス (MA)、キャプシド (CA)、ヌクレオキャプシド (NC) があり、ウイルス粒子の組み立てや出芽過程に関与する。

### RSVのエンベロープ
RSVは1つの糖タンパク質Envを含むエンベロープを持つ。Envはgp85とgp37から構成され、オリゴマーを形成する糖タンパク質である。Envの機能は宿主細胞の受容体へRSVを結合させることであり、pH依存的な標的細胞との融合を引き起こす。エンベロープはエキソサイトーシスによって獲得される。ウイルスは細胞膜から出芽するか細胞膜を押し出すかの方法によって、宿主由来の新たな外膜を持って細胞から出ていく。

## 複製サイクル

### 細胞への進入
ウイルスが宿主細胞へ進入するには2つの方法がある。細胞の受容体によるエンドサイトーシスまたは融合である。エンドサイトーシスの過程では、ウイルスは標的細胞の細胞膜の受容体に結合し、ウイルスは取り込まれて細胞内へエンドサイトーシスされる。エンドサイトーシスはpH非依存的でも依存的でもありうる。融合の過程では、ウイルスが標的細胞の細胞膜と融合し、ゲノムが細胞内へ放出される。RSVは宿主細胞の細胞膜との融合によって細胞へ進入する。

### 転写
RSVゲノムの転写が起こるためには、プライマーが必要である。4S RNAがRSVのためのプライマーとなり、70S RNAがDNA合成のための鋳型となる。RNA依存性DNAポリメラーゼである逆転写酵素によって、ウイルスRNAの全長が相補的DNAへ転写される。